# زلزال نيبال مايو 2015
زلزال نيبال مايو 2015 هو زلزال وقع في 12 مايو 2015 على الساعة 12:35 بتوقيت النيبال بقوة 7.3 درجة على سلم ريختر، وضرب أساسا النيبال ومناطق من الهند وبنغلادش والصين وذلك أسبوعين بعد زلزال أبريل الذي ضرب نفس هذه البلدان بقوة 7.9 على مقياس ريختر. ضرب الزلزال جنوب شرقي مدينة كوداري ومركزه السطحي كان قريبا من الحدود الصينية بين العاصمة كاتماندو وجبل إفرست، وكان على عمق 18.5 كم أي 11.5 ميل.

بعد دقائق زلزال آخر بقوة 6.3 على مقياس ريختر ضرب النيبال ومركزه السطحي كان راميشاب غرب كاتماندو. وصل الزلزال إلى الهند وبنغلادش والصين.

قوة الزلزال الذي ضرب منطقة كوادري وصلت إلى 1000 كم حتى العاصمة الهندية نيودلهي أين تم إجلاء المباني الحكومية والعامة.

## الأضرار والخسائر
تسبب الزلزال بحالة من الذعر الشديد، حيث أن الآلاف من الناس يعيشون في العراء منذ زلزال 25 أبريل. قال أحد شهود العيان «في الثواني الأولى كان هناك صمت شديد، ومع الثانية الخامسة بدأ الجميع بالصراخ» وأضاف «لقد كان حقا حقا قوي، حتى بعد توقف الزلزال بقي الناس يصرخون». تسبب الزلزال بانهيارات أرضية جديدة وتدمير بعض المباني التي نجت من الزلزال الأول.

في الساعات الأولى تم إحصاء أكثر من 60 قتيل في نيبال وحوالي 100 1 جريح. في العاصمة كاتماندو خرج الناس بسرعة وبقوا في الفاضاءات المفتوحة خارج البنايات. السلطات فتحت بسرعة مراكز إيواء أخرى محمية لكي يدخلها الناس.

شهدت المناطق حول جبل إفرست أيضا أضرارا جديدة.

تم توقيف العمل في مترو دلهي لدقائق وتم إجلاء العديد من المباني في المدينة للأماكن المفتوحة. في الساعات الأولى قتل 17 شخص في الهند، 16 منهم في بهار و1 في أتر برديش. قتلت امرأة في تبت في الصين عندما كانت تهرب من الصخور التي سقطت علي سيارتها.

طائرة مروحية أمريكية من نوع يو إتش-1 إركويس، تقل ستة من مشاة البحرية الأمريكية واثنين من الجنود النيباليين. فقدوا عند القيام بمهمة إغاثية وسط النيبال.
| الدولة   | القتلى | الجرحى        |
| -------- | ------ | ------------- |
| نيبال    | 153    | 275 3         |
| الهند    | 62     | 200           |
| بنغلاديش | 2      | 150           |
| الصين    | 1      | 3             |
| المجموع  | 218    | أكثر من 500 3 |

## الإنقاذ والإغاثة
الجيش النيبالي واصل مهمته في عملية سانكات موتشان لإنقاذ وإغاثة المواطنين مع الجيش الهندي، وألقى جويا عدة أطنان من مواد الإغاثة، إلى جانب إنقاذ الناس الذين تقطعت بهم السبل والطرق نحو المناطق الحضرية.

## مقالات ذات صلة
- زلزال نيبال 2015